# جوناثان كوبيرو
جوناثان كوبيرو (بالإسبانية: Jonathan Cubero) هو لاعب كرة قدم أوروغواياني في مركز حراسة المرمى، ولد في 15 يناير 1994 في مونتيفيديو في الأوروغواي. شارك مع منتخب الأوروغواي تحت 17 سنة لكرة القدم ومنتخب الأوروغواي تحت 20 سنة لكرة القدم. أما مع النوادي، فقد لعب مع ناسيونال مونتيفيديو.

## وصلات خارجية
- جوناثان كوبيرو على موقع الاتحاد الدولي (مؤرشف)  (الإنجليزية)
- جوناثان كوبيرو على موقع قاعدة بيانات كرة القدم.إي يو (الإنجليزية)
- جوناثان كوبيرو على موقع Soccerway.com (الإنجليزية)
- جوناثان كوبيرو على موقع عالم كرة القدم.نت (الإنجليزية)